# Новомарьяновское
Новомарьяновское (укр. Новомар'янівське) — село,
Весёловский сельский совет,
Криворожский район,
Днепропетровская область,
Украина.
Код КОАТУУ — 1221881206. Население по переписи 2001 года составляло 113 человек.

## Географическое положение
Село Новомарьяновское находится в 2-х км от села Новый Шлях.
По селу протекает пересыхающий ручей с запрудой.